# Шюррле, Андре
Андре́ Хорст Шю́ррле (нем. André Horst Schürrle; род. 6 ноября 1990, Людвигсхафен-ам-Райн, Рейнланд-Пфальц) — немецкий футболист, полузащитник и нападающий.
В 2010—2017 годах выступал за сборную Германии, за которую сыграл 57 матчей и забил 22 мяча. Чемпион мира 2014 года, полуфиналист чемпионатов Европы 2012 и 2016 годов.

## Клубная карьера
Андре родился в городе Людвигсхафен-ам-Райн в семье Луизы и Йоахима Шюррле. В 5 лет Шюррле был отдан в академию клуба «Людвигсхафенер», где пробыл более 10 лет, пока в 2006 году не попал на глаза скаутам клуба Бундеслиги «Майнц 05». С 2008 года играл за резервную команду «Майнца», с которой выиграл молодёжный чемпионат Германии.

### «Майнц 05»
Впервые в качестве игрока основной команды он вышел на поле 8 августа 2009 года в матче против «Байера», завершившегося со счётом 2:2. Свои первые два гола Андре забил 19 сентября того же года в матче против «Бохума». Благодаря дублю Шюррле «Майнц», проигрывая по ходу матча 1:2, одержал победу со счётом 3:2. На той же неделе Андре подписал профессиональный контракт с клубом. По итогам сезона он забил пять голов и отдал три голевые передачи. Уже в следующем сезоне Андре становится лидером атак «Майнца» и с 15 голами за сезон занял шестое место в бомбардирской гонке Бундеслиги. 18 декабря 2010 года в Гамбурге сделал дубль в гостевом матче Бундеслиги против «Санкт-Паули» (4:2). 6 марта 2011 года сделал дубль в гостевом матче против «Гамбурга» (4:2).

### «Байер 04»
В сентябре 2010 года Андре подписал контракт с леверкузенским «Байером» до 30 июля 2016 года, вступающий в силу с сезона 2011/12. Сумма трансфера составила около 8 млн евро. В новой команде Андре все чаще стал смещаться на левый фланг. В составе «львов» Шюррле провёл два сезона, являясь игроком стартового состава и одним из наиболее ярких действующих лиц на поле. Свой счёт голам за «Байер» открыл уже в первом матче, внеся свою лепту в кубковую победу над «Динамо» из Дрездена (4:3). В национальном чемпионате дебютировал в поединке против своей бывшей команды «Майнца», а через несколько туров сумел забить в ворота «Боруссии» (2:2). В дебютном сезоне Шюррле сыграл 40 матчей, отличившись 9 голами, один из которых приходился на поединок Лиги чемпионов против «Валенсии».
30 марта 2013 года сделал дубль во втором тайме гостевого матча с «Фортуной» из Дюссельдорфа (4:1). 20 апреля 2013 года забил два мяча и сделал одну голевую передачу в домашнем матче против «Хоффенхайма» (5:0).

### «Челси»

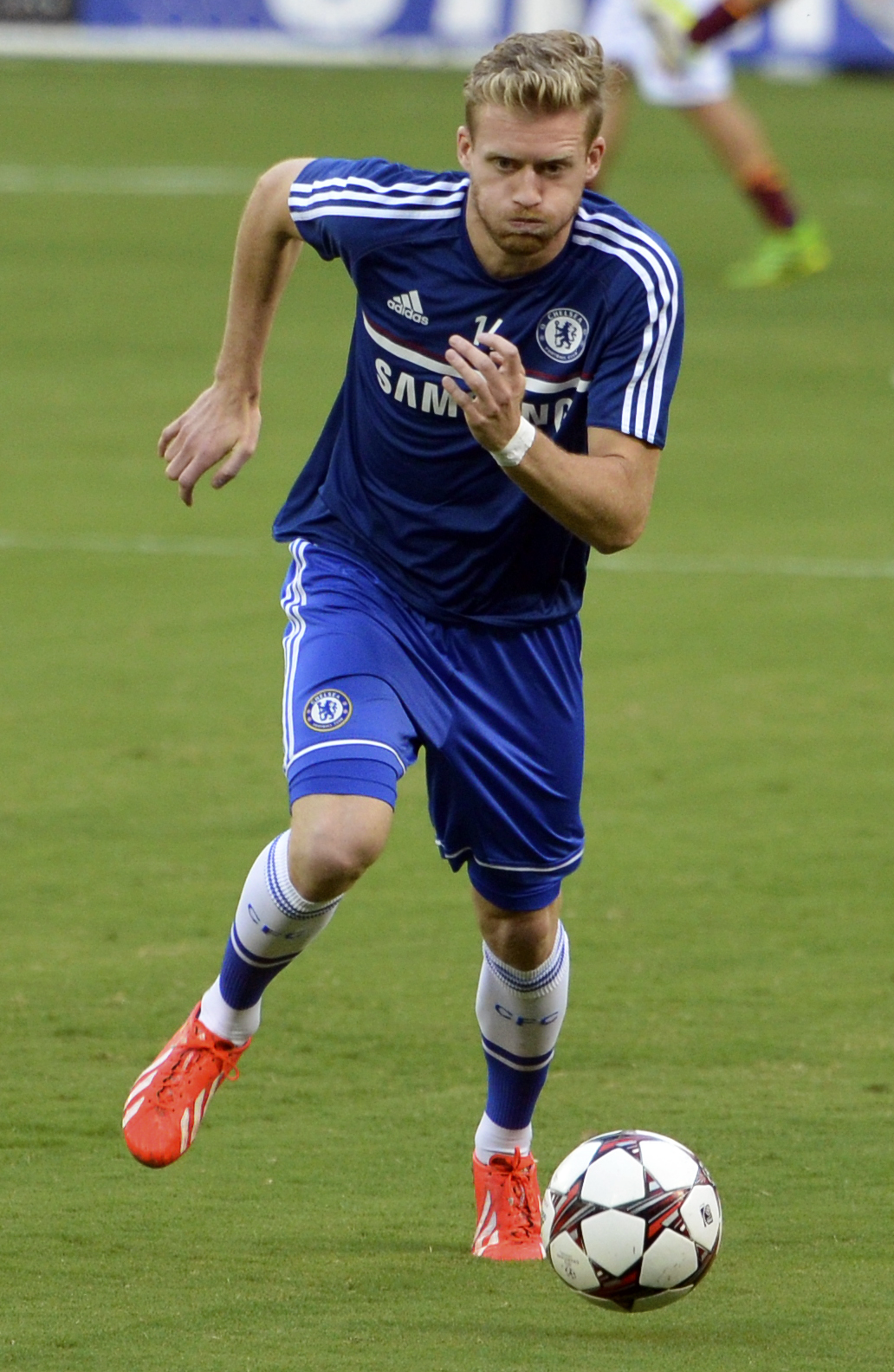
Шюррле в составе «Челси» 10 августа 2013 года

Летом 2013 года между «Байером» и лондонским «Челси» была достигнута договорённость о переходе Шюррле в английскую команду. Он стал первой покупкой Жозе Моуриньо, который вернулся на «Стэмфорд Бридж» для того, чтобы построить здесь новую команду. Дебютировал за «синих» в матче первого тура против «Халл Сити» (2:0). 27 октября 2013 года в матче с «Манчестер Сити» футболист забил первый гол за новый клуб. 1 марта 2014 года в столичном дерби против «Фулхэма» Андре оформил первый хет-трик за «Челси». Шюррле стал третьим в истории немецким футболистом, забившим три мяча в матче английской Премьер-лиги (после Юргена Клинсмана в 1998 году и Фреди Бобича в 2002 году). Игра закончилась со счётом 3:1 в пользу «синих». В своём дебютном сезоне Андре провёл за «аристократов» 43 матча, отметившись 9 голами. Однако стать основным игроком команды немец не сумел и постепенно превратился в футболиста запаса.

### «Вольфсбург»
2 февраля 2015 года Шюррле стал игроком «Вольфсбурга», заключив с клубом соглашение, рассчитанное на 4,5 года. Сумма трансфера составила 24 миллиона фунтов. Позже немец поделился мнением о своём уходе:
Я хотел играть. Йоахим Лёв сказал мне, что это будет отличный переход для меня, что «Вольфсбург» – это шаг вперёд.

«Вольфсбург» — хороший клуб, с которым я могу бороться за трофеи в Германии и в Европе.
Здесь Андре вновь сумел обрести хорошую форму и проявить себя лидером команды. 1 марта 2016 года Шюррле сделал хет-трик в гостевом матче Бундеслиги против «Ганновера» (4:0). Всего за «Вольфсбург» провёл 63 матча, в которых забил 13 голов.

### «Боруссия» (Дортмунд)

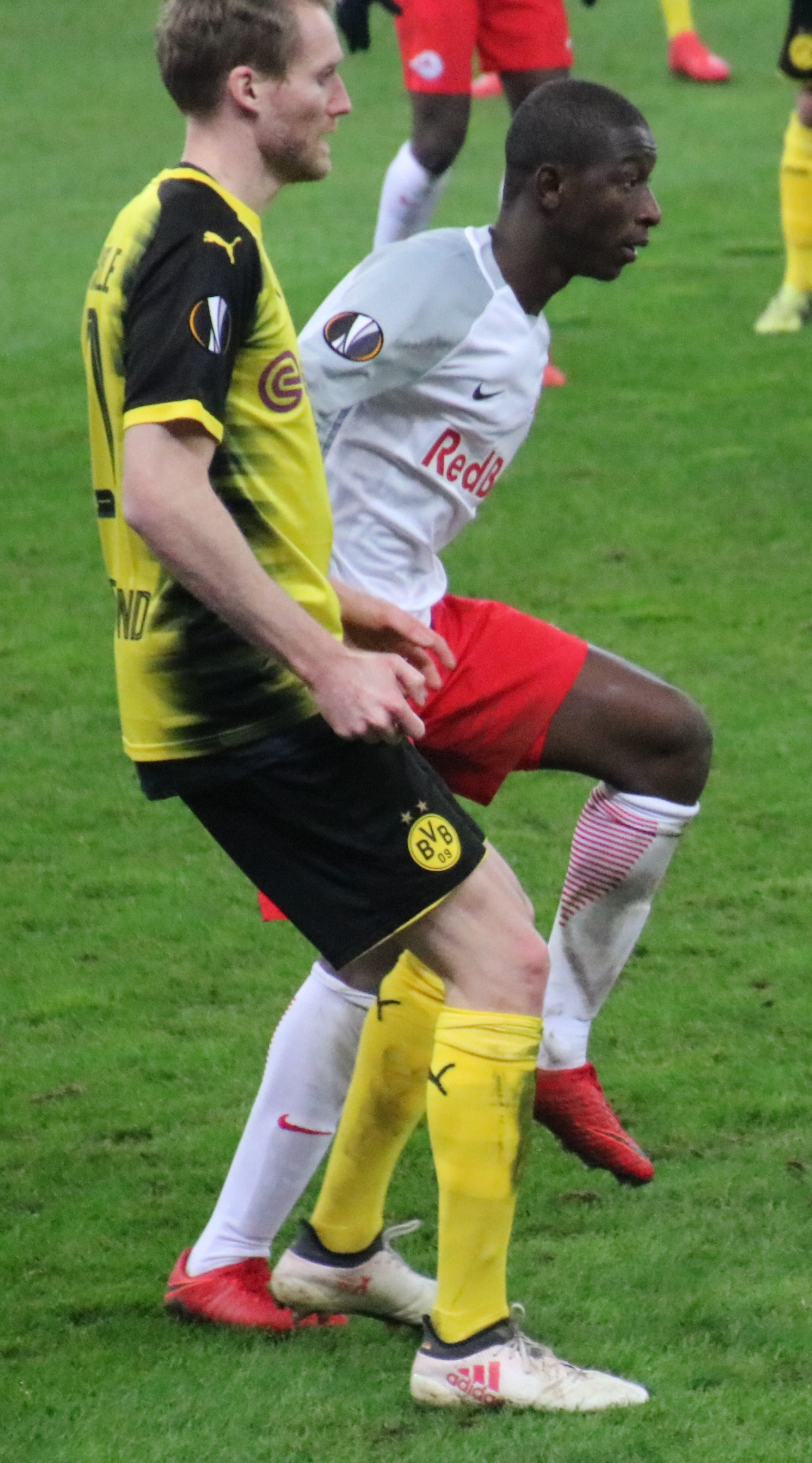
Шюррле в составе «Боруссии» 15 марта 2018 года

Летом 2016 года Шюррле перешёл в дортмундскую «Боруссию», с которой заключил контракт на 5 лет. Сумма трансфера составила 30 млн евро. За новую команду Шюррле дебютировал в Суперкубке Германии против мюнхенской «Баварии», заменив Усмана Дембеле на 68-й минуте матча. За два сезона 2016/17 и 2017/18 Шюррле провёл за «Боруссию» 51 матч, в которых забил 8 мячей.
15 июля 2020 года дортмундская «Боруссия» и Шюррле после аренды в московском «Спартаке» расторгли контракт по обоюдному согласию сторон.

#### Аренда в «Фулхэм»
Летом 2018 года отправился в аренду в английский «Фулхэм». Соглашение было рассчитано на два года. Дебютировал за «Фулхэм» 11 августа в матче против «Кристал Пэласа» (0:2). В английском клубе Андре провёл один сезон, по итогам которого «Фулхэм» вылетел из Премьер-лиги. К концу ноября 2018 года Шюррле в 13 матчах чемпионата забил пять мячей, но затем до конца сезона забил лишь раз в 11 играх. Последний раз сыграл за английский клуб 2 апреля 2019 года, выйдя на замену в проигранном матче с «Уотфордом» (1:4). С ноября 2018 года ни разу не провёл на поле более 80 минут.

#### Аренда в московский «Спартак»

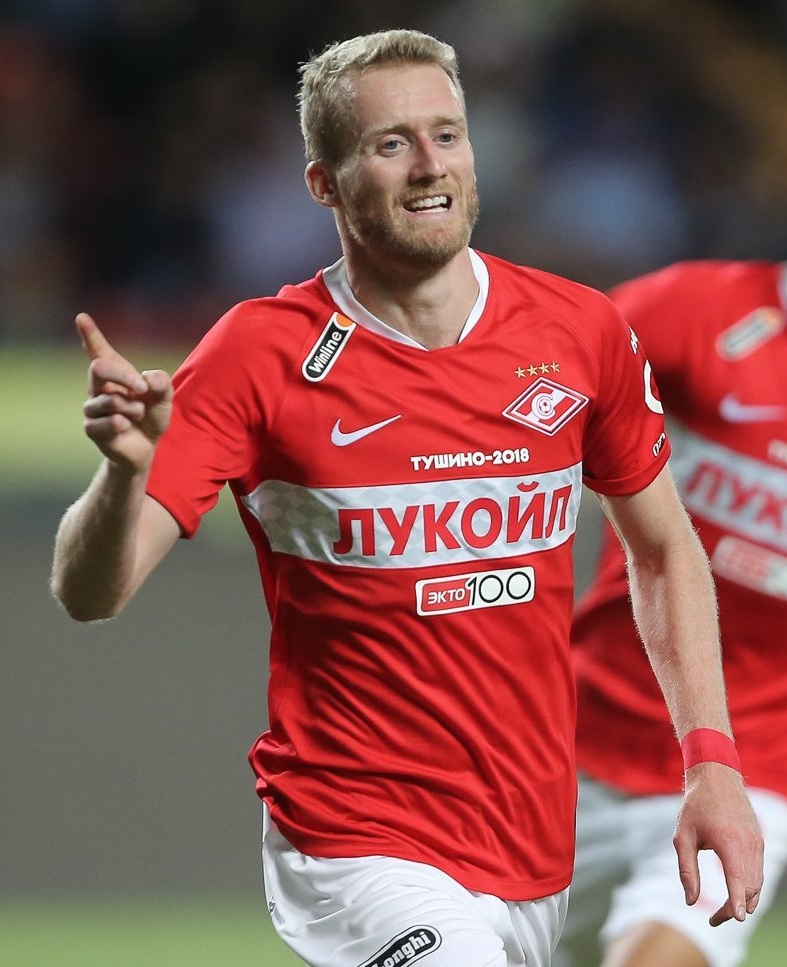
Шюррле празднует первый гол в составе «Спартака» 11 августа 2019 года

31 июля 2019 года «Боруссия» отдала Шюррле в годичную аренду в московский «Спартак», стоимость аренды составила 1 млн евро, а зарплата 3,2 млн евро в год (в два раза меньше, чем в «Боруссии»). По окончании аренды «Спартак» мог бы выкупить Шюррле за 8 млн евро.
Дебютировал за «Спартак» 3 августа 2019 года в матче 4-го тура чемпионата России с московским «Динамо» (0:0), выйдя на 46-й минуте вместо Джано Ананидзе. Шюррле стал четвёртым немецким футболистом в истории «Спартака» после Малика Фати, Патрика Эберта и Сердара Таски. Шюррле стал третьим в истории чемпионом мира, выступающим в Российской премьер-лиге, после Роберто Карлоса и Бенедикта Хёведеса.
8 августа 2019 года в гостевом матче 3-го квалификационного раунда Лиги Европы против швейцарского «Туна» вышел на замену во втором тайме и заработал пенальти, но не смог его реализовать. Вскоре после этого Шюррле отдал голевую передачу на Зелимхана Бакаева, который принёс «Спартаку» победу (3:2). 11 августа в 5-м туре чемпионата России впервые вышел в стартовом составе и во втором тайме после передачи Гуса Тила забил свой единственный мяч за «Спартак», поразив ворота «Ахмата» в гостях (3:1). В этом матче также сделал голевую передачу на Зелимхана Бакаева. 15 августа в ответном матче с «Туном» вышел в стартовом составе, в первом тайме после удара Шюррле вратарь швейцарского клуба перевёл мяч в перекладину, а во втором тайме Андре забил победный мяч с передачи Резиуана Мирзова (2:1). Этот гол стал последним для Шюррле в 2019 году в составе «Спартака». 19 августа в матче 6-го тура чемпионата России Андре сделал голевую передачу на Самюэля Жиго, который открыл счёт в дерби против ЦСКА (2:1).
14 сентября 2019 года сыграл полный матч чемпионата России против «Урала», который «Спартак» проиграл 1:2. После этого до конца 2019 года немец ни разу не провёл за «Спартак» полный матч. В сентябре заболел бронхитом, из-за которого не выходил на поле в течение месяца. В конце октября Шюррле заявил, что рассматривает вариант завершения карьеры в течение 1-2 ближайших сезонов.
1 февраля 2020 года во время матча с «Ростовом» в товарищеском турнире Кубке «Париматч» Премьер получил повреждение правой стопы. 3 февраля 2020 года директор департамента по связям с общественностью «Спартака» Антон Лисин рассказал, что восстановление займёт около 5-10 дней. 1 марта 2020 года Шюррле сообщил, что травма голеностопа оказалась более серьёзной, чем ожидалось и он пропустит несколько ближайших игр.
1 апреля 2020 года Шюррле из-за пандемии COVID-19 покинул Россию. Ранее, в марте он уже летал в Германию, поэтому по возвращении в Россию был помещён на двухнедельный карантин. 4 апреля 2020 года появилась информация о том, что «Бешикташу» был предложен Шюррле. 11 апреля 2020 года появилась информация о том, что Шюррле так и не может восстановиться от полученной травмы, он продолжает реабилитацию в Берлине, футболист не может тренироваться в полную силу и делает лишь восстановительные упражнения. Кроме того, футболист также открыто заявлял о депрессивных переживаниях, обуславливаемых травматичностью и завышенной требовательностью к себе. 17 апреля 2020 года генеральный директор «Спартака» Томас Цорн заявил, что «Спартак» не намерен использовать опцию выкупа Шюррле. 20 апреля 2020 года владелец «Спартака» Леонид Федун заявил о том, что с финансовой точки зрения аренда Шюррле — провал. 19 мая 2020 года стало известно, что Шюррле не будет возвращаться в Россию на концовку сезона. 1 июля 2020 года в связи с завершением срока арендного соглашения Шюррле покинул московский «Спартак» и вернулся в дортмундскую «Боруссию».
17 июля 2020 года Шюррле в возрасте 29 лет объявил о завершении профессиональной карьеры.

## Карьера в сборной

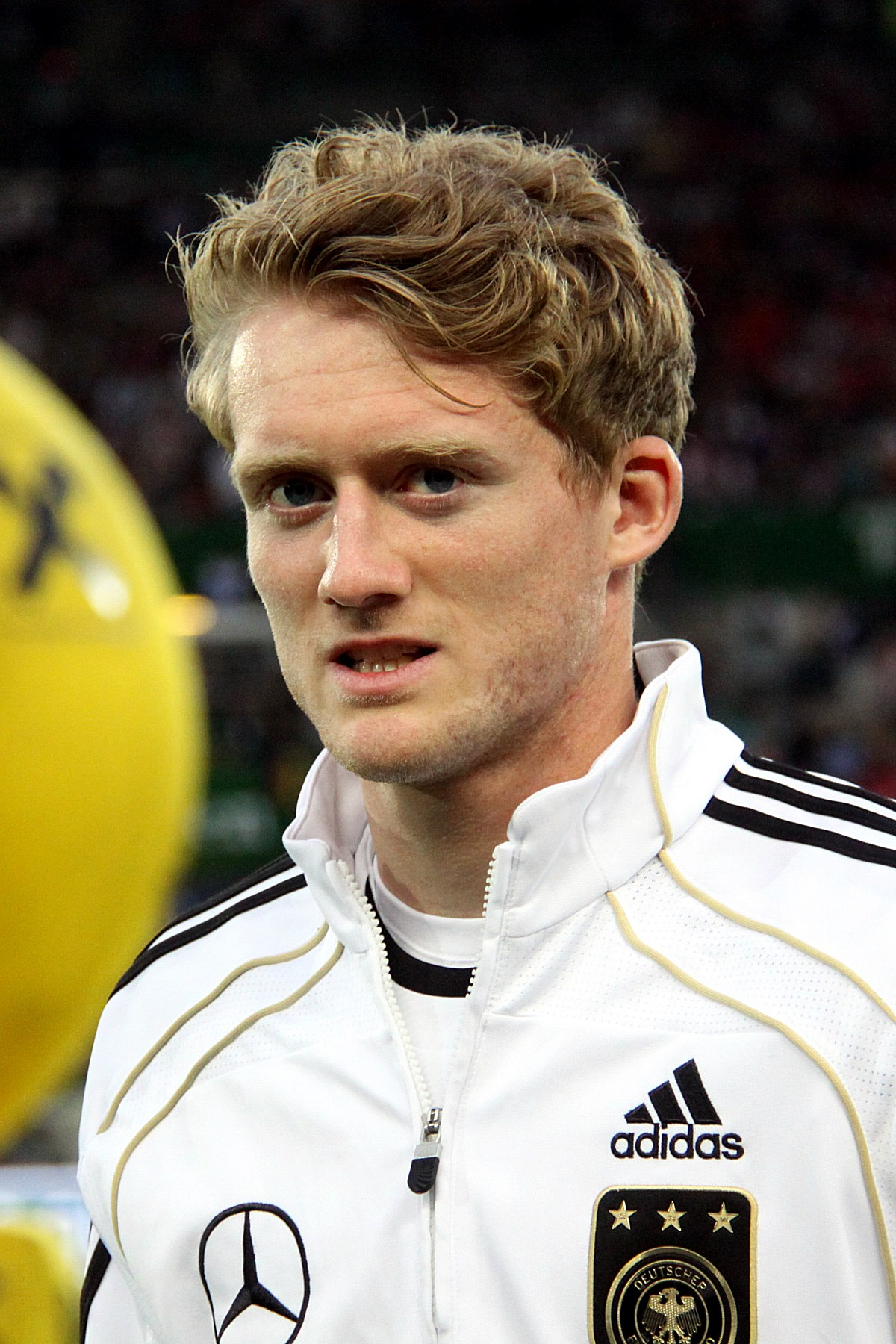
Шюррле в составе сборной Германии в 2011 году

Первую игру за молодёжную сборную Германии Андре провёл 13 ноября 2009 года против команды Северной Ирландии. В том матче, закончившемся со счётом 1:1, Шюррле на 86-й минуте заменил на поле Сиднея Сама. В следующем матче против Сан-Марино вышел в основном составе и отметился голом.
За национальную сборную дебютировал в возрасте 20 лет 17 ноября 2010 года в товарищеском матче против Швеции. Первый гол за сборную забил в своём третьем матче 29 мая 2011 года в товарищеской игре в ворота команды Уругвая. В первых 14 матчах за сборную забил 7 мячей.
На чемпионате Европы 2012 года Шюррле сыграл в двух матчах из пяти: на групповом этапе вышел на замену во втором тайме в игре с Данией (2:1), а затем вышел в стартовом составе и сыграл 67 минут в матче 1/4 финала с Грецией (4:2). В полуфинале в Варшаве, где немцы уступили Италии (1:2), Шюррле на поле не выходил.
15 октября 2013 года сделал хет-трик в ворота сборной Швеции в гостевом отборочном матче чемпионата мира 2014 года.

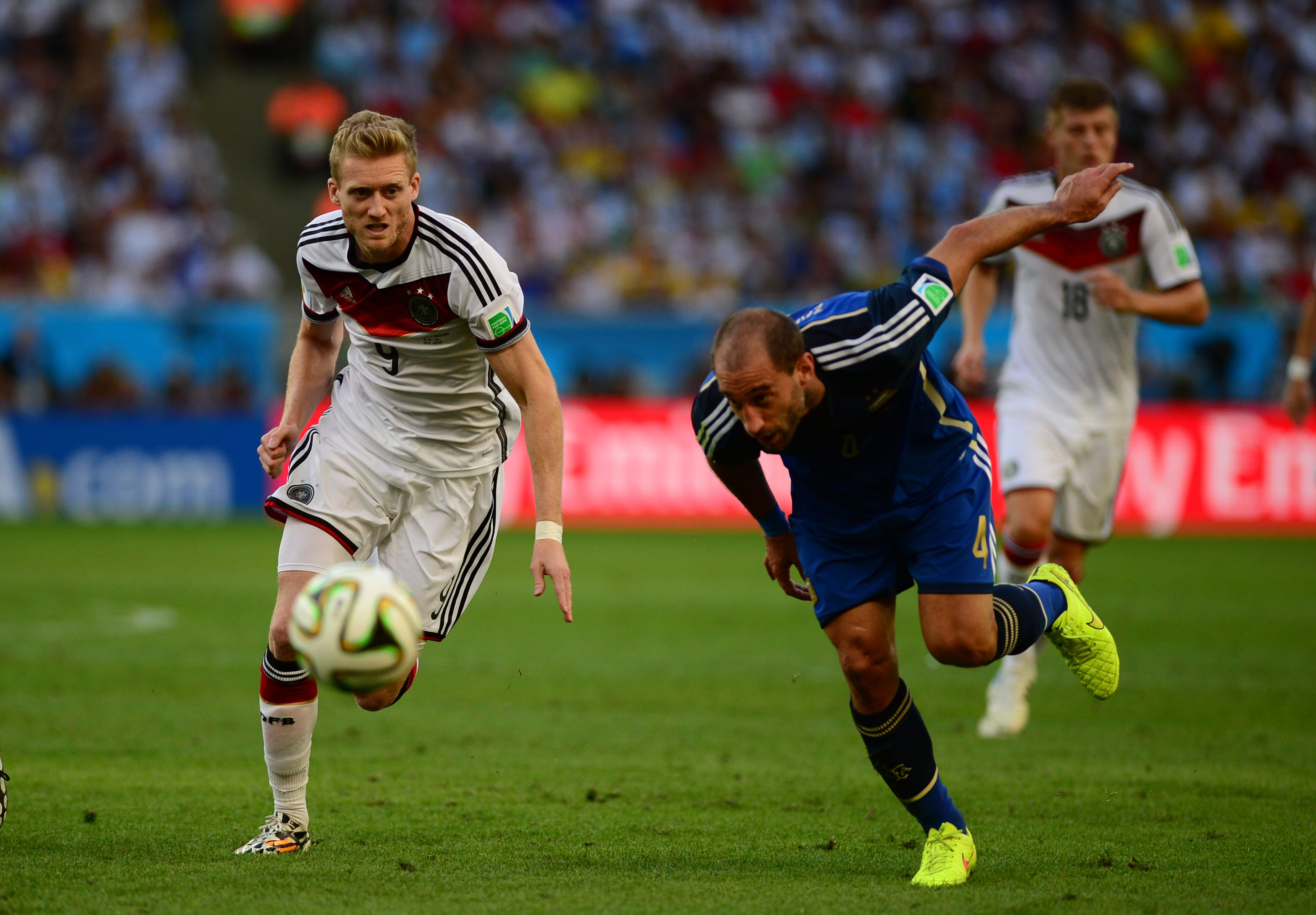
Шюррле (слева) против аргентинца Пабло Сабалеты в финале чемпионата мира 2014 года

На чемпионате мира 2014 года забил первый гол в ворота Алжира в дополнительное время матча 1/8 финала. В знаменитом полуфинальном матче против хозяев турнира сборной Бразилии Андре вышел на замену на 58-й минуте и забил шестой и седьмой мячи Германии (окончательный счёт — 7:1). В финале турнира против сборной Аргентины Шюррле вышел на замену в первом тайме вместо получившего сотрясение Кристофа Крамера, в дополнительное время после передачи Шюррле Марио Гётце забил мяч, ставший решающим. В итоге вместе со сборной Андре стал чемпионом мира. Шюррле с 3 голами стал вторым бомбардиром сборной Германии на турнире, уступив только Томасу Мюллеру (5 голов).
13 июня 2015 года сделал хет-трик в ворота сборной Гибралтара в отборочном матче чемпионата Европы 2016 года.
На чемпионате Европы 2016 года во Франции на групповом этапе выходил на замену во втором тайме во всех трёх матчах против Украины (2:0), Польши (0:0) и Северной Ирландии (1:0). В матчах плей-офф против Словакии (3:0), Италии (1:1, пен. 6:5) и Франции (0:2) Шюррле на поле не выходил.
После марта 2017 года в сборную не вызывался.

## Личная жизнь
В декабре 2018 года в родном Людвигсхафене Шюррле женился на модели Анне Шариповой родом из Казахстана, с которой встречался около двух лет. В апреле 2019 года у пары родилась дочь Кайя.

## Достижения
«Челси»
- Чемпион Премьер-лиги: 2014/15
- Обладатель Кубка футбольной лиги: 2014/15

«Вольфсбург»
- Обладатель Кубка Германии: 2014/15
- Обладатель Суперкубка Германии: 2015

«Боруссия» (Дортмунд)
- Обладатель Кубка Германии: 2016/17

Сборная Германии
- Бронзовый призёр чемпионата Европы: 2012
- Чемпион мира: 2014
- 3-4-е место на чемпионате Европы: 2016

## Статистика выступлений

### Клубная
| Выступление         | Выступление      | Выступление      | Лига | Лига | Кубок страны | Кубок страны | Кубок лиги | Кубок лиги | Еврокубки | Еврокубки | Прочие | Прочие | Итого | Итого |
| Клуб                | Лига             | Сезон            | Игры | Голы | Игры         | Голы         | Игры       | Голы       | Игры      | Голы      | Игры   | Голы   | Игры  | Голы  |
| ------------------- | ---------------- | ---------------- | ---- | ---- | ------------ | ------------ | ---------- | ---------- | --------- | --------- | ------ | ------ | ----- | ----- |
| Майнц 05            | Бундеслига       | 2009/10          | 33   | 5    | 1            | 0            | —          | —          | —         | —         | 0      | 0      | 34    | 5     |
| Майнц 05            | Бундеслига       | 2010/11          | 33   | 15   | 1            | 0            | —          | —          | —         | —         | 0      | 0      | 34    | 15    |
| Майнц 05            | Итого            | Итого            | 66   | 20   | 2            | 0            | —          | —          | —         | —         | 0      | 0      | 68    | 20    |
| Байер 04            | Бундеслига       | 2011/12          | 31   | 7    | 1            | 1            | —          | —          | 8         | 1         | 0      | 0      | 40    | 9     |
| Байер 04            | Бундеслига       | 2012/13          | 34   | 11   | 3            | 1            | —          | —          | 6         | 2         | 0      | 0      | 43    | 14    |
| Байер 04            | Итого            | Итого            | 65   | 18   | 4            | 2            | —          | —          | 14        | 3         | 0      | 0      | 83    | 23    |
| Челси               | Премьер-лига     | 2013/14          | 30   | 8    | 1            | 0            | 1          | 0          | 10        | 1         | 1      | 0      | 43    | 9     |
| Челси               | Премьер-лига     | 2014/15          | 14   | 3    | 1            | 0            | 3          | 1          | 4         | 1         | 0      | 0      | 22    | 5     |
| Челси               | Итого            | Итого            | 44   | 11   | 2            | 0            | 4          | 1          | 14        | 2         | 1      | 0      | 65    | 14    |
| Вольфсбург          | Бундеслига       | 2014/15          | 14   | 1    | 4            | 0            | —          | —          | 4         | 0         | 0      | 0      | 22    | 1     |
| Вольфсбург          | Бундеслига       | 2015/16          | 29   | 9    | 1            | 1            | —          | —          | 10        | 2         | 1      | 0      | 41    | 12    |
| Вольфсбург          | Итого            | Итого            | 43   | 10   | 5            | 1            | —          | —          | 14        | 2         | 1      | 0      | 63    | 13    |
| Боруссия (Дортмунд) | Бундеслига       | 2016/17          | 15   | 2    | 3            | 2            | —          | —          | 6         | 1         | 1      | 0      | 25    | 5     |
| Боруссия (Дортмунд) | Бундеслига       | 2017/18          | 18   | 1    | 3            | 0            | —          | —          | 5         | 2         | 0      | 0      | 26    | 3     |
| Боруссия (Дортмунд) | Итого            | Итого            | 33   | 3    | 6            | 2            | —          | —          | 11        | 3         | 1      | 0      | 51    | 8     |
| → Фулхэм            | Премьер-лига     | 2018/19          | 24   | 6    | 0            | 0            | 1          | 0          | —         | —         | 0      | 0      | 25    | 6     |
| → Фулхэм            | Итого            | Итого            | 24   | 6    | 0            | 0            | 1          | 0          | —         | —         | 0      | 0      | 25    | 6     |
| → Спартак (Москва)  | Премьер-лига     | 2019/20          | 13   | 1    | 1            | 0            | —          | —          | 4         | 1         | 0      | 0      | 18    | 2     |
| → Спартак (Москва)  | Итого            | Итого            | 13   | 1    | 1            | 0            | —          | —          | 4         | 1         | 0      | 0      | 18    | 2     |
| Всего за карьеру    | Всего за карьеру | Всего за карьеру | 281  | 69   | 19           | 5            | 5          | 1          | 57        | 11        | 3      | 0      | 365   | 86    |

### Международная
| Сборная          | Сезон            | Товарищеские | Товарищеские | Турниры | Турниры | Всего | Всего |
| Сборная          | Сезон            | Игры         | Голы         | Игры    | Голы    | Игры  | Голы  |
| ---------------- | ---------------- | ------------ | ------------ | ------- | ------- | ----- | ----- |
| Германия         | 2010             | 1            | 0            | 0       | 0       | 1     | 0     |
| Германия         | 2011             | 5            | 2            | 5       | 3       | 10    | 5     |
| Германия         | 2012             | 5            | 2            | 4       | 0       | 9     | 2     |
| Германия         | 2013             | 6            | 0            | 4       | 4       | 10    | 4     |
| Германия         | 2014             | 4            | 3            | 8       | 3       | 12    | 6     |
| Всего за карьеру | Всего за карьеру | 21           | 7            | 21      | 10      | 42    | 17    |

### Матчи и голы за сборную
| Матчи и голы Шюррле за сборную Германии | Матчи и голы Шюррле за сборную Германии | Матчи и голы Шюррле за сборную Германии | Матчи и голы Шюррле за сборную Германии | Матчи и голы Шюррле за сборную Германии | Матчи и голы Шюррле за сборную Германии |
| №                                       | Дата                                    | Оппонент                                | Счёт                                    | Голы Шюррле                             | Соревнование                            |
| --------------------------------------- | --------------------------------------- | --------------------------------------- | --------------------------------------- | --------------------------------------- | --------------------------------------- |
| 1                                       | 17 ноября 2010                          | Швеция                                  | 0:0                                     | —                                       | Товарищеский матч                       |
| 2                                       | 29 марта 2011                           | Австралия                               | 1:2                                     | —                                       | Товарищеский матч                       |
| 3                                       | 29 мая 2011                             | Уругвай                                 | 2:1                                     | 1                                       | Товарищеский матч                       |
| 4                                       | 3 июня 2011                             | Австрия                                 | 2:1                                     | —                                       | Отборочные матчи ЧЕ-2012                |
| 5                                       | 7 июня 2011                             | Азербайджан                             | 3:1                                     | 1                                       | Отборочные матчи ЧЕ-2012                |
| 6                                       | 10 августа 2011                         | Бразилия                                | 3:2                                     | 1                                       | Товарищеский матч                       |
| 7                                       | 2 сентября 2011                         | Австрия                                 | 6:2                                     | 1                                       | Отборочные матчи ЧЕ-2012                |
| 8                                       | 6 сентября 2011                         | Польша                                  | 2:2                                     | —                                       | Товарищеский матч                       |
| 9                                       | 7 октября 2011                          | Турция                                  | 3:1                                     | —                                       | Отборочные матчи ЧЕ-2012                |
| 10                                      | 11 октября 2011                         | Бельгия                                 | 3:1                                     | 1                                       | Отборочные матчи ЧЕ-2012                |
| 11                                      | 11 ноября 2011                          | Украина                                 | 3:3                                     | —                                       | Товарищеский матч                       |
| 12                                      | 29 февраля 2012                         | Франция                                 | 1:2                                     | —                                       | Товарищеский матч                       |
| 13                                      | 26 мая 2012                             | Швейцария                               | 3:5                                     | 1                                       | Товарищеский матч                       |
| 14                                      | 31 мая 2012                             | Израиль                                 | 2:0                                     | 1                                       | Товарищеский матч                       |
| 15                                      | 17 июня 2012                            | Дания                                   | 2:0                                     | —                                       | Финальные матчи ЧЕ-2012                 |
| 16                                      | 22 июня 2012                            | Греция                                  | 4:2                                     | —                                       | Финальные матчи ЧЕ-2012                 |
| 17                                      | 15 августа 2012                         | Аргентина                               | 1:3                                     | —                                       | Товарищеский матч                       |
| 18                                      | 7 сентября 2012                         | Фарерские острова                       | 3:0                                     | —                                       | Отборочные матчи ЧМ-2014                |
| 19                                      | 12 октября 2012                         | Ирландия                                | 6:1                                     | —                                       | Отборочные матчи ЧМ-2014                |
| 20                                      | 14 ноября 2012                          | Нидерланды                              | 0:0                                     | —                                       | Товарищеский матч                       |
| 21                                      | 6 февраля 2013                          | Франция                                 | 2:1                                     | —                                       | Товарищеский матч                       |
| 22                                      | 22 марта 2013                           | Казахстан                               | 3:0                                     | —                                       | Отборочные матчи ЧМ-2014                |
| 23                                      | 29 мая 2013                             | Эквадор                                 | 4:2                                     | —                                       | Товарищеский матч                       |
| 24                                      | 2 июня 2013                             | США                                     | 3:4                                     | —                                       | Товарищеский матч                       |
| 25                                      | 14 августа 2013                         | Парагвай                                | 3:3                                     | —                                       | Товарищеский матч                       |
| 26                                      | 10 сентября 2013                        | Фарерские острова                       | 3:0                                     | —                                       | Отборочные матчи ЧМ-2014                |
| 27                                      | 11 октября 2013                         | Ирландия                                | 3:0                                     | 1                                       | Отборочные матчи ЧМ-2014                |
| 28                                      | 15 октября 2013                         | Швеция                                  | 5:3                                     | 3                                       | Отборочные матчи ЧМ-2014                |
| 29                                      | 15 ноября 2013                          | Италия                                  | 1:1                                     | —                                       | Товарищеский матч                       |
| 30                                      | 19 ноября 2013                          | Англия                                  | 1:0                                     | —                                       | Товарищеский матч                       |
| 31                                      | 5 марта 2014                            | Чили                                    | 1:0                                     | —                                       | Товарищеский матч                       |
| 32                                      | 1 июня 2014                             | Камерун                                 | 2:2                                     | 1                                       | Товарищеский матч                       |
| 33                                      | 6 июня 2014                             | Армения                                 | 6:1                                     | 1                                       | Товарищеский матч                       |
| 34                                      | 17 июня 2014                            | Португалия                              | 4:0                                     | —                                       | Финальные матчи ЧМ-2014                 |
| 35                                      | 26 июня 2014                            | США                                     | 1:0                                     | —                                       | Финальные матчи ЧМ-2014                 |
| 36                                      | 30 июня 2014                            | Алжир                                   | 2:1                                     | 1                                       | Финальные матчи ЧМ-2014                 |
| 37                                      | 4 июля 2014                             | Франция                                 | 1:0                                     | —                                       | Финальные матчи ЧМ-2014                 |
| 38                                      | 8 июля 2014                             | Бразилия                                | 7:1                                     | 2                                       | Финальные матчи ЧМ-2014                 |
| 39                                      | 13 июля 2014                            | Аргентина                               | 1:0                                     | —                                       | Финальные матчи ЧМ-2014                 |
| 40                                      | 3 сентября 2014                         | Аргентина                               | 2:4                                     | 1                                       | Товарищеский матч                       |
| 41                                      | 7 сентября 2014                         | Шотландия                               | 2:1                                     | —                                       | Отборочные матчи ЧЕ-2016                |
| 42                                      | 11 октября 2014                         | Польша                                  | 0:2                                     | —                                       | Отборочные матчи ЧЕ-2016                |

Итого: 42 матча / 17 голов; 28 побед, 7 ничьих, 7 поражений.